# Folkatorp
Folkatorp is een plaats in de gemeente Kumla in het landschap Närke en de provincie Örebro län in Zweden. De plaats heeft 63 inwoners (2005) en een oppervlakte van 27 hectare. Folkatorp wordt in het westen voornamelijk omringd door bos en in het oosten door landbouwgrond. De plaats ligt aan twee kleine landweggetjes. De stad Kumla ligt zo'n vijf kilometer ten zuidwesten van het dorp.